# Isole Senyavin
Le isole Senyavin sono un piccolo arcipelago appartenente agli Stati Federati di Micronesia. Sono composte dall'isola vulcanica Pohnpei (334 km²) e dai due piccoli atolli di Ant e Pakin. Visitate dal navigatore russo Fëdor Litke nel 1828, vennero intitolate all'ammiraglio russo Dmitrij Senjavin.